# Théorie du complot du génocide blanc

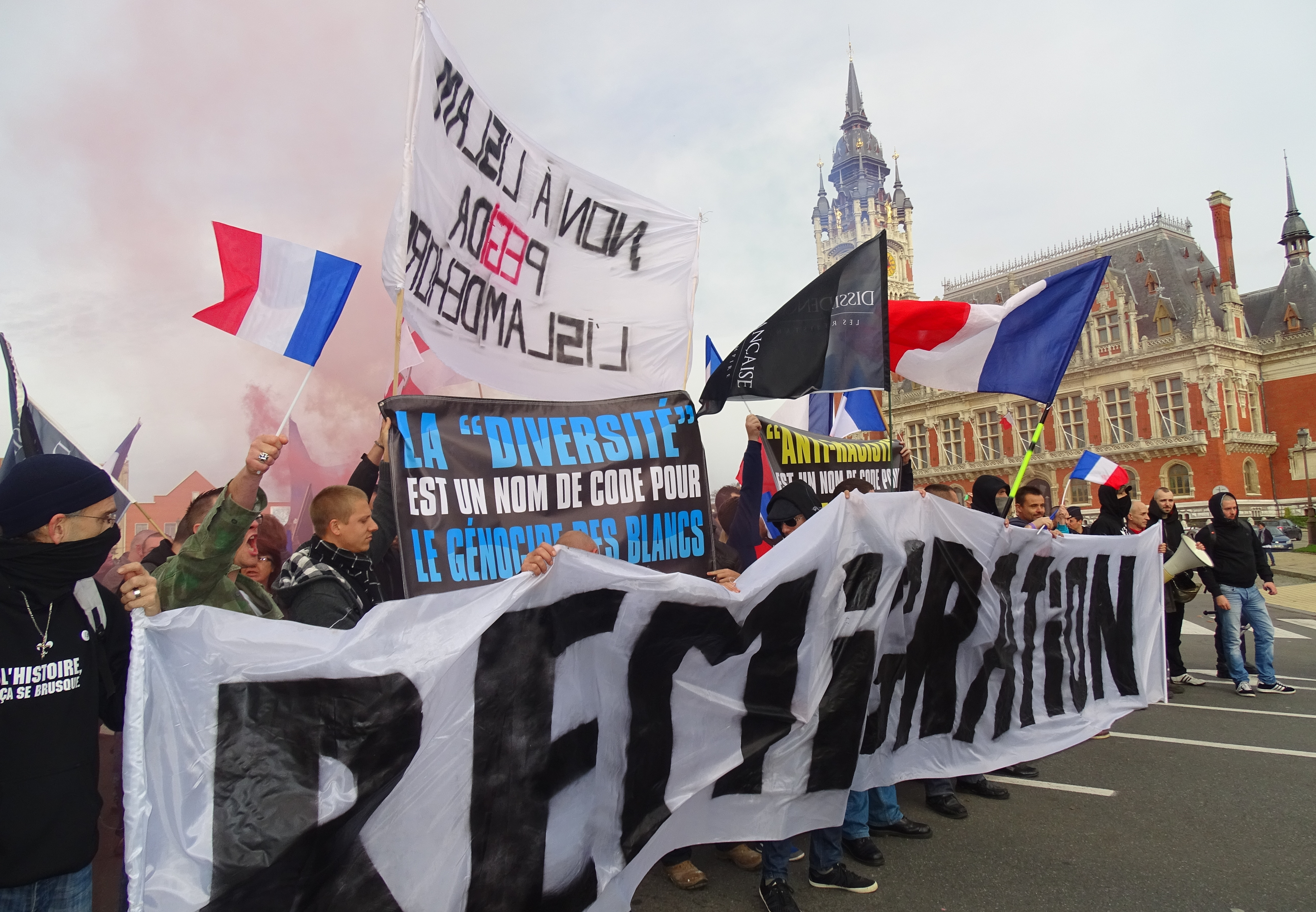
Manifestation contre les clandestins, l'immigration-invasion et l'islamisation de l'Europe le 8 novembre 2015 à Calais

La théorie du complot du génocide blanc est une théorie conspirationniste d'extrême droite associée aux idéologies racialiste, néonazie, identitaire, nationaliste blanche, suprémaciste et séparatiste blanche, qui soutient que l'immigration de masse, l'intégration raciale, le métissage, de faibles taux de fécondité des Blancs, l’avortement, la confiscation de terres des Blancs, la violence organisée contre eux ou leur élimination y compris dans les pays à majorité blanche seraient hypothétiquement encouragés. Cette théorie considérée comme complotiste d'ultradroite soutient que ces actions visent à remplacer, éliminer ou liquider délibérément les populations blanches, à démanteler le pouvoir collectif blanc, à rendre la race blanche minoritaire et à faire en sorte que les Blancs disparaissent par assimilation forcée ou par un génocide violent.

## États-Unis
Cette théorie a été développée vers 1995 par le suprémaciste blanc américain et néo-nazi David Lane. La phrase « antiraciste est un mot de code pour anti-blanc », popularisée en 2006 par le nationaliste blanc Robert Whitaker, est associée au sujet du génocide blanc. Il est apparu sur des panneaux publicitaires aux États-Unis près de Birmingham, en Alabama et de Harrison, dans l'Arkansas.

## Allemagne
Des théories du complot similaires faisaient partie du discours officiel de l'Allemagne nazie, comme le montre une brochure écrite pour le « département de la recherche sur la question juive » de « l'Institut du Reich » de Walter Frank avec le titre « Les nations blanches meurent-elles? L'avenir des Blancs et les nations de couleur à la lumière des statistiques biologiques ».[réf. nécessaire]

## France
La théorie a été couramment utilisée à la fois de manière interchangeable, et comme une version plus large et plus extrême de la théorie conspirationniste du grand remplacement de Renaud Camus sur un grand complot qui cible la population chrétienne blanche en France. 

## Afrique du Sud
Adeoye O. Akinola, chercheur à l'université de Johannesburg, a souligné dans un article consacré aux attaques agricoles et à la question foncière en Afrique du Sud, que face à des menaces réelles ou irréelles pour leur vie et leurs biens, certains fermiers sud-africains ont développé une paranoia et une rhétorique raciste centrée autour de la théorie d'un « génocide blanc » présentant les meurtres sur les fermes comme des « actes systématiquement orchestrés » (par des noirs) et soutenus par le gouvernement (dirigé par des noirs) dans le but « d'exterminer progressivement les fermiers blancs » et de se saisir de leurs fermes. Lors des manifestations de fermiers en octobre 2017, une « aile d’extrême-droite » de ces derniers a en l’occurrence évoqué cette théorie du complot en parlant de meurtres qui étaient orchestrés. Akinola souligne que le terme de génocide est en l'espèce inapproprié et infondé car ce vocable renvoie au « meurtre délibéré d'un grand groupe de personnes d'une nation, d'une race ou d'une ethnie particulière » dans le but de les exterminer. Même si « dans certains cas, les attaques et les meurtres ont été si brutaux que beaucoup pensent qu'il existe un élément de vengeance raciale pour l'apartheid », il n'existe pas ici « d'intention prouvée de la part des auteurs de détruire physiquement un groupe national, ethnique, racial ou religieux » correspondant à la définition de génocide alors que tous les Sud-Africains vivant dans des fermes isolées sont vulnérables face à la criminalité particulièrement élevée dans le pays. Pour la Commission sud-africaine des droits humains, dans l'Afrique du Sud post-apartheid, il y a de nombreux mobiles pour les crimes, qui peuvent être vénaux, pour de l'argent ou des terres, ou raciaux. Selon elle,  « beaucoup de ces attaques ou de ces meurtres sont motivés par un élément criminel » et que « certaines investigations montrent qu’un nombre disproportionné de ces attaques sont motivées par la haine raciale », il n'y a aucun élément prouvant qu'il y ait génocide. Après un pic en 1998 de 153 assassinats de fermiers blancs, le chiffre atteint entre 47 et 59 en 2017 sur un total de 84 fermiers assassinés. En perte de vitesse électorale, l'ANC a repris le sujet de la répartition des terres en Afrique du Sud « pour reconquérir les classes populaires » déçues par le manque de changements. 
Si l'assassinat de fermiers blancs en Afrique du Sud est un phénomène réel, les statistiques mentionnées par l’organisation AgriSA soulignent une certaine décroissance de ces crimes qui atteignent leur plus bas niveau en 2017. 
Des petits groupes extrémistes tels que les Suidlanders propagent néanmoins à l'étranger l'idée de l'existence d'un génocide blanc en cours en Afrique du Sud. Ce point de vue a également été repris par les membres du groupe Europe des nations et des libertés au parlement européen. Quelques militants continuent aussi de propager de telles opinions subjectives et non étayées sur les réseaux sociaux comme l’éditorialiste canadienne Lauren Southern,. 
En août 2018, le président des États-Unis, Donald Trump, charge le secrétaire d'État Mike Pompeo dans un tweet de politique étrangère de mener une enquête sur « les saisies et les expropriations de terres et de fermes et les massacres massifs d'agriculteurs » en Afrique du Sud, affirmant que « le gouvernement sud-africain s'empare maintenant des terres d'agriculteurs blancs ». Le gouvernement sud-africain réagit et critique le tweet jugé clivant et basé sur de fausses rumeurs,, tandis que certains journalistes accusent le président d'avoir souscrit à la théorie du génocide blanc et d'être sous l'influence de l'extrême-droite,. Le politicien Julius Malema répond qu'il n'y a pas pour l'instant de génocide blanc en Afrique du Sud, mais un génocide noir aux États-Unis ainsi qu'en Afrique du Sud, et AfriForum, organisation de défense des intérêts des Afrikaners, qui dénonce notamment une rhétorique incendiaire contre les fermiers et le meurtre brutal d'agriculteurs, sans aller jusqu'à endosser la théorie du complot du génocide blanc,,,, exprime son soutien pour la position de Trump, demandant une pression politique des États-Unis sur le gouvernement sud-africain pour stopper les expropriations de terres.
Donald Trump a signé le 7 février 2025, un décret intitulé « Lutter contre les actions scandaleuses de la République d'Afrique du Sud ». Ce décret établit la politique américaine d'aide aux réfugiés afrikaners fuyant les mesures gouvernementales perçues comme racialement discriminatoires, notamment la confiscation de biens fondée sur l'origine ethnique.

## Suède
Barbara Lerner Spectre a attiré l'attention pour sa citation tirée d'une interview dans un reportage de IBA News sur la vague d'antisémitisme en Suède due à l'immigration musulmane. Spectre a déclaré que, selon elle, la montée de l'antisémitisme est directement liée au rôle de premier plan que jouent les Juifs dans la transformation de l'Europe en une société multiculturelle,, déclaration depuis mise en ligne sur YouTube, recueillant des centaines de milliers de vues et suscitant une réaction nationaliste d'extrême droite, en lien avec le prétendu rôle juif dans la théorie du complot du génocide blanc,. Sa déclaration a également été parodié dans une vidéo Youtube "Anti-Racist Hitler", par une radio nationaliste blanche White Rabbit Radio, recueillant 180 000 vues en 2013, avant sa suppression de la chaîne,.